# Scelidocteus vuattouxi
Scelidocteus vuattouxi är en spindelart som beskrevs av Jean-François Jézéquel 1964. Scelidocteus vuattouxi ingår i släktet Scelidocteus och familjen Palpimanidae.
Artens utbredningsområde är Elfenbenskusten. Inga underarter finns listade i Catalogue of Life.